# Massa FM São Luís
Massa FM São Luís é uma emissora de rádio brasileira sediada em São José de Ribamar, porém concessionada em São Luís, capital do estado do Maranhão. Opera no dial FM, na frequência 98,5 MHz, e é afiliada a Massa FM.

## História

### Rádio Gurupi (1962–1981)
A Rádio Gurupi foi fundada em 2 de janeiro de 1962 pelo empresário e proprietário dos Diários Associados, Assis Chateaubriand. Naquela mesma década, em maio de 1966, Zildêni Falcão aceita o convite da Editora Abril para montar seu próprio negócio, sendo distribuidor da empresa no estado do Maranhão e logo em seguida, do estado do Piauí. Assim nasceu a primeira empresa do grupo, a DIMAPI (Distribuidora Maranhão/Piauí Ltda.), considerado a futura criação do Grupo Zildêni Falcão.
Devido a crise financeira que havia se agravado no conglomerado, em função da morte de Chateaubriand e a falência da Rede Tupi, o Condomínio Acionário dos Diários Associados decidiu por à venda a Rádio Gurupi. Fascinado pela comunicação e tendo a necessidade crescente em divulgar seus produtos, Falcão compra a Rádio Gurupi, sendo essa sua primeira empreitada no ramo das comunicações.

### Rádio São Luís (1981–2015)

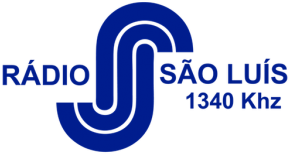
Antigo logotipo da emissora, utilizado entre 1981 e 2015

Após a necessária transferência da concessão da rádio, adaptações e os trâmites legais, entrava no ar em 29 de junho de 1981 a Rádio São Luís. Em pouco tempo, a rádio que seria apenas uma ferramenta de promoção e marketing da sua distribuidora, se transformava na líder de audiência da região da Ilha de São Luís e municípios adjacentes.
Em 1997, a emissora tornou-se afiliada a Rede Jovem Pan SAT. Em 2014, a Rádio São Luís foi inserida no projeto da Jovem Pan News, emissora do Grupo Jovem Pan que transmite 24 horas de programação noticiosa, além de se dedicar as transmissões esportivas. Como resultado, o Ligou, é Sucesso, programa musical apresentado por Euzimar Santana, teve que ser extinto por não condizer com a nova programação.

### Jovem Pan News (2016–2020)

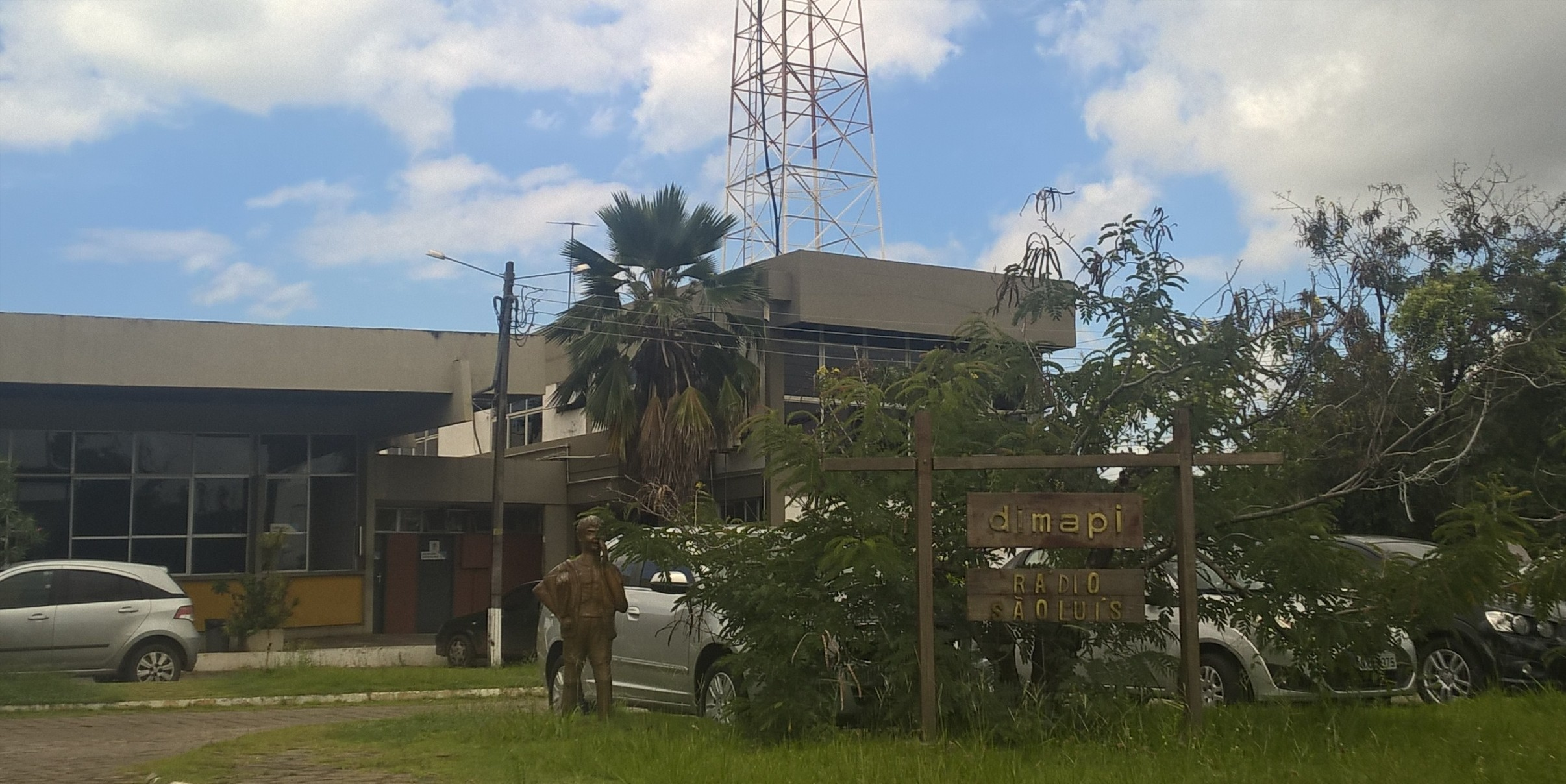
Antiga sede da emissora, em 2016

Em 1.º de janeiro de 2016, quando a Jovem Pan News substituiu oficialmente a Jovem Pan, a emissora deixou de utilizar o nome Rádio São Luís, passando a adotar a mesma nomenclatura da rede assim como as demais afiliadas.
Em 1.º de maio de 2019, o Grupo Zildêni Falcão vendeu a emissora para o político e então deputado federal Cléber Verde. Os programas locais saíram do ar e a Jovem Pan News São Luís passou a retransmitir integralmente a programação da rede. Posteriormente, teve início a construção de uma nova sede na Estrada de Ribamar, na altura do bairro da Maiobinha, em São José de Ribamar, concluída no início de 2020. Em 30 de outubro, a emissora encerrou suas transmissões em AM após 58 anos, dando início a migração para o dial FM.

### Massa FM (2021–presente)
40 dias depois de sair do ar, a emissora iniciou suas transmissões experimentais no dial FM em 10 de dezembro, através da frequência 98.5 MHz. Durante os testes, que foram realizados até o fim do ano, era possível ouvir em alguns momentos a retransmissão de parte da programação da Massa FM, indicando uma possível afiliação, que foi confirmada oficialmente em 1.º de fevereiro de 2021. A Massa FM São Luís estreou em 12 de fevereiro de 2021, às 12h, sendo introduzida à rede durante o programa Turma do Ratinho. Com seu lançamento, foi a primeira emissora da Massa FM no estado do Maranhão e na região Nordeste do país.